# Manusciaria quadridigitata
Manusciaria quadridigitata är en tvåvingeart som beskrevs av Yang, Zhang och Yang 1995. Manusciaria quadridigitata ingår i släktet Manusciaria och familjen sorgmyggor.
Artens utbredningsområde är Zhejiang (Kina). Inga underarter finns listade i Catalogue of Life.